# Jacopo Masi
Jacopo Masi, o Jacopo Masi da Forlì, o anche Jacopo di Maso da Forlì (fl. XV secolo), è stato un musicista italiano del XV secolo.

## Biografia
Nel 1416-1417, è menzionato, insieme a Ugolino da Forlì (noto anche come Ugolino da Orvieto), in quegli anni canonico della cattedrale di Forlì, come prete cantore di Santa Maria del Fiore, il duomo di Firenze.